# Szabadállam
A szabadállam kifejezés az államok és tartományok nevében koronként és helyenként más-más jelentésű, van, amikor a szabad közélet meglétét húzza alá, esetleg a függetlenséget más államoktól, máskor pedig egy nagyobb államon belüli autonómiára utal, de jelentheti az önálló államiságot is, és különösen gyakran fordul elő a köztársaság, parlamentáris demokrácia szinonimájaként. Az államok, tartományok megnevezését inkább csak díszíti, mint pontosítja, esetenként ellentétes tartalmakat is kifejezve. Noha a szóösszetétel tartalmazza az állam szót, nem csak államok nevében szerepelt és szerepel.

## A „köztársaság” jelentéskör története
A republika fogalma szorosan összefonódik a szabadállam fogalmával, hiszen ez több nyelven is a republika fordításaként jött létre.
Az időszámításunk kezdete előtti első században élt Cicero a res publica kifejezést még egy igen általános fogalomként használta, egyszerűen a nép érdekében vezetett államként általánosságban, teljesen függetlenül attól, hogy az uralom kinek a kezében van. Nála egy monarchia is lehetett res publica, ha a nép érdekében történt a kormányzás. Az idők folyamán azonban a republika szó jelentése, némi ingadozásokkal, a köztársaság jelentéskörben állapodott meg, mégpedig főként parlamentáris demokráciaként, de az 1918-as weimari tanácsköztársaság is a republik nevet viselte.
1649 és 1660 között Anglia szabadállamnak nevezte magát, a kifejezést köztársaság értelemben használva.
Az Ír Szabadállam (Irish Free State, 1922-1937) sajátos eset. Itt a „Free State” az ír nyelvben használt saorstát szóösszetétel tükörfordítása. A szó az ír nyelvben köztársaság értelemben volt használatban, mégsem a köztársaság angol megfelelőjével (republic) fordították le. Éppen a szabadállam szóval fejezték ki, hogy továbbra sem köztársaság lesz, hanem monarchia marad. A szó alkalmazásával azonban mégis eleget tudtak tenni az ír érzelmeknek is. Itt tehát a szabadállam éppen azt jelenti, hogy nem köztársaságról van szó.
Az Oranje és a Vaal folyó vidékén fekvő Oranje Szabadállam (afrikaans: Oranje Vry Staat, angol: Orange Free State) nevében a Vrystaat a német nyelvhasználathoz hasonlóan köztársaság jelentésű. Oranje Szabadállam egy független búr köztársaság volt 1848–1902 között, 1995-től pedig már nem egy önálló állam, hanem a Dél-afrikai Köztársaságon belüli történelmi tartomány viseli újra ezt a nevet.

## Német nyelvterületen
A németben a szabadállam szó 1754-ben mutatható ki elsőízben, mégpedig a stuttgarti Johann Jacob Moser (1701-1785) korának kiemelkedő államjogásza és publicistája nevezte Svájc berendezkedését Freystaat-nak, a német monarchia ellentéteként és a szabad közélet kifejezésére alkalmazta a szabad (frey) szót.
A Freistaat a köztársaság (république, Republik) szinonimájaként használva jól illett a tizennyolcadik század nyelvtisztító törekvéseihez, és néhány német tartomány nevében még ma is él. A bajor (1945 óta), a szász (1990 óta), a türingiai (1993 óta) és a bádeni (1945–1952) tartományok nevezték/nevezik magukat történelmi okoknál fogva szabadállamnak, az önálló államiság hagyományát legalább a nevükben ápolva. Az 1918-as weimari tanácsköztársaság is a szabadállam nevet viselte, ugyancsak köztársaság értelemben használva a szót.
A Weimari Köztársaság létrejötte után a német államok egy része a republik, mások a népállam (Volkststaat), de a többsége bajor mintára a szabadállam (Freistaat) megjelölést vette fel, és 1952 után is a bajor tartomány volt az egyetlen, amelyik még mindig a szabadállam megnevezéssel élt. Ezért mára a „Szabadállam”, így önállóan említve, a bajor tartomány szinonimájává vált. Németország újraegyesítését követően 1990-ben a szászok újra, a türingiaiak pedig 1993-ban első ízben használatba vették vették a semmiféle jogi tartalommal nem bíró, de jól hangzó szabadállam nevet.
A német szabadállam fogalomba kissé belejátszik a hasonló hangzású, ám teljesen más történettel rendelkező szabadváros (Freie Stadt) fogalma is: ez korábban a közvetlenül a császár fennhatósága alá tartozó, így a környezethez képest nagyfokú önállósággal bíró városokat jelentette. Akárcsak a szabadállam, a szabadváros is elvesztette eredeti jelentését, már csak Hamburg és Bremen városok nevében van meg a hagyományokat őrizve.

## Függetlenség, szabadság
A Kongói Szabadállam (1877-1884) nem köztársaság volt, hanem éppenséggel zsarnokság a II. Lipót magántulajdonában lévő területeken. Nevében a „szabad” a nagyobb gyarmati hatalmak és éppenséggel a belga parlamenttől való függetlenség jelzéseként szerepelt.
A Kasmír-völgy Pakisztánhoz tartozó része is a szabadállam nevet viseli. Ez elsősorban azt a pakisztáni nézetet akarja kifejezni, hogy a Kasmír-völgynek ez a része, az indiai résszel ellentétben mentes az elnyomástól. Aláhúzza továbbá a terület Pakisztánon belüli bizonyos mérvű autonómiáját és parlamentáris berendezkedését is.
Estado Libre Asociado de Puerto Rico nevében a szabadállam (Estado Libre) ugyan a függetlenség és önálló államiság kifejezéséül szolgálna, csakhogy ez is olyan állítás, ami pusztán csak a névben valósul meg: Puerto Rico nem tekinthető egy független és önálló államnak, hiszen az Amerikai Egyesült Államokhoz tartozó terület anélkül, hogy az USA egyik állama lenne.

## Híresebb szabadállamok
- Freistaat der Drei Bünde a mai Graubünden kanton (Svájc) területén, a 14-15. században jött létre, és 1798-ig állt fenn.
- Fiumei Szabadállam (Stato libero di Fiume, Slobodna Država Rijeka) (1920–1924)
- Ír Szabadállam (ír nyelven: Saorstát Éireann) (1922–1937), a mai Írország elődje[2]
- Kongói Szabadállam (1877–1884)[5][8][9]
- Oranje Szabadállam (1848–1902)[3]

## Németországi tartományok nevükben a Freistaat szóval
- Anhalt (1918–1946)
- Baden (1945–1952)[11]
- Bayern (1918 óta)[12]
- Braunschweig (1918–1946)[13]
- Coburg (1918–1920)
- Lippe (1918–1945)
- Mecklenburg-Schwerin (1918–1934)[14]
- Mecklenburg-Strelitz (1918–1934)
- Oldenburg (1918–1946)
- Preußen (1918–1947)
- Reuß älterer Linie (1918–1919)
- Reuß jüngerer Linie (1918–1919)
- Sachsen (1918–1952 és 1990 óta)
- Sachsen-Altenburg (1918–1920)
- Sachsen-Gotha (1918–1920)
- Sachsen-Meiningen(1918–1920)
- Sachsen-Weimar-Eisenach(1918–1920)
- Schaumburg-Lippe (1918–1946)
- Schwarzburg-Rudolstadtt (1918–1920)
- Schwarzburg-Sondershausen (1918–1920)
- Thüringen (1990 óta)[15]
- Waldeck (1918–1929)

### További Freistaat nevet viselő németországi területek
- Freistaat Flaschenhals
- Freistaat Schwenten

## Aszabadállamszó jelentésrétegei az újkori nyelvhasználatban
Az államra vonatkozó német, angol és magyar államelméleti, közjogi, illetőleg politikai szakirodalomban a szabadállam (más írásmód szerint: szabad állam; ang.: free state, ném.: Freistaat, sp.: estado libre, holl.: Vrijstaat) kifejezésnek legalább hét jellegzetes jelentése mutatható ki.
1. Amikor a szó az angol nyelvben 1646-ban, a németben 1731-ben, illetőleg 1754-ben először felbukkant, legáltalánosabb értelemben egy független politikai közösségre utaltak vele. Ezzel a jelentéssel használták a szót már a Cromwell uralma előtti Angliára az 1640-es évek végén (1646 után), vagyis mielőtt 1649-ben áttértek az ország Commonwealth of England elnevezésére, s ilyen értelemben tekintették szabadállamnak Svájcot (pontosabban annak egy részét; vö. Drei Bünde) is, már az újkor elején, a XVIII. század végéig.[17]
2. A „függetlenség” gondolatához később a szó nem-monarchikus jelentése is társult, de amíg a republikanizmus nem terjedt el szélesebb körben, a függetlenség nem jelentett automatikusan köztársaságot is. Vagyis a szabadállamnak mondott független politikai közösségek nem feltétlenül voltak köztársaságok, de az biztos, hogy államformatani értelemben vagy nem voltak monarchiák, vagy - mint például a későbbi Ír Szabad Állam esetén - nem önszántukból voltak azok. A szabadállam szó terjedése ilyen értelemben hozzájárult az államformák két fő változata, a monarchia és köztársaság közötti bizonytalan, "köztes" fogalmi zóna kialakulásához, melynek az elmúlt két évszázadban olyan változatai alakultak ki, mint a "koronás vagy királyi köztársaság", a "republikánus monarchia" és a "király nélküli királyság".[18]
3. A szabadállam szó a XIX–XX. század folyamán, főleg a német történelemben és nyelvhasználatban, a köztársaság szinonimája lett, s több esetben annak óvatoskodó vagy "szégyenlős" változata volt. A weimari köztársaság tagállamai például azért lettek  – kettő kivételével – szabadállamok,[19] mert a politikusoknak e név használatával könnyebb volt elfogadtatni a köztársasági államformát. Az elnevezésbeli preferencia  más okból később is megmaradt. A Németországi Szövetségi Köztársaság tagállamai közül jelenleg három szabadállam létezik: a közismert Bajorország mellett – melynek ilyen neve (Freistaat Bayern) 1945 után is megmaradt – ezzel az elnevezéssel fejezte ki a föderalizmus iránti hajlandóságot az 1990 utáni években Szászország (Freistaat Sachsen) és Türingia (Freistaat Thüringen). Ez a szóhasználat szűkebb körben a német nyelvterületen kívül is elterjedt; amennyiben például az Ír Szabad Állam (1922–1937) esetén nem a köztársaság szégyenlős változata volt, hanem a monarchia államformatani fügefalevele az angol uralom alól önmagukat felszabadítani törekvő írek számára.
4. A XIX. század második felében továbbá alkalmasint e kifejezéssel utaltak valamely állam politikai irányvonalára. Ez a jelentés főleg az Amerikai Egyesült Államok egyes tagállamai esetén volt jellemző a rabszolgasághoz való viszony kifejezéseként; lásd Kansas és Maryland nevét, az utóbbi esetben a polgárháború idején.
5. Ugyanebben az időben a terminus felbukkant nemzetközi kontextusban is, a nemzetközi hatalmi viszonyoktól való függetlenségre utalva. Ilyen volt például Oranje Szabadállam (1854–1902; amit a régi magyar nyelvű szakirodalomban, Transvaal bizonyos részeivel együtt, olykor "Búr Szuverén Köztársaságnak" is neveztek, jelenleg a Dél-Afikai Köztársaság "Szabadállam" nevű tartománya), valamint Kongó Szabad Állam, 1885 és 1908 között. Ez a jelentés korábban sem volt teljesen ismeretlen. Ez látható például Costa Rica Szabad Állam esetén, mely a XIX. század első felében, 1847-ig (az első Costa Rica-i Köztársaság kikiáltásáig) létezett, de később is előfordult. E tekintetben említésre érdemes még Puerto Rico spanyol neve 1952-től mindmáig: Estado Libre Asociado de Puerto Rico, bár angolul ezt az államot az „államközösség” szóval nevezik meg (Commonwealth of Puerto Rico) amivel azt jelzik, hogy az nem az Amerikai Egyesült Államok "tagállama", hanem "társult" (sőt, átvitt értelemben: "szabadon társult") állama.
6. A kifejezés, főleg a nemzetközi hatalmi rendszer töredezettsége idején jelölhet speciális politikai egységeket is. Ilyen volt például a Fiumei Szabad Állam 1918 és 1920 között, hivatalosan 1924-ig, Trieszt (mely nem „szabadállam”, hanem valójában „szabad terület” volt 1947-től, ugyancsak néhány évig), Kamcsatka 1921/22-ben, Csukcsföld vagy Csukotka 1923-ban, de ugyanezt az elvet alkalmazták Libanon határán egy független ütközőzóna ("Szabad Libanon") megnevezéseként is, amely 1979-től 1984-ig létezett.
7. Végül, a kifejezés használható metaforikus értelemben is, amint az a görög Ikária (Icaria, 1912), vagy az amerikai Galveston (1920) esetében történt.[20]